# Shawangunk Kill
Der Shawangunk Kill ist der größte Zufluss des Wallkill Rivers. 
Er fließt nordostwärts und bildet auf einem Teil seines Laufes die nordwestliche Grenze zwischen Orange County und dem Sullivan und später dem Ulster County in New York in den Vereinigten Staaten. Der Name dieses 56 km langen Fließgewässers ist von der Shawangunk Ridge abgeleitet, wo der Fluss in der Town of Greenville seine Quelle hat.

## Lauf
Von seiner Quelle in Greenville strebt der Fluss stets nach Nordosten zum Mill Pond in der Nähe von Mount Hope, bei dessen Erreichen er bereits fast die Hälfte seiner Quellhöhe eingebüßt hat. Er fließt durch Felder und Wälder östlich an Otisville vorbei. Bei dem Weiler New Vernon wird er zur County Grenze zwischen Orange und Sullivan County. Wenig später mündet der erste benannte Zufluss ein, der Little Shawangunk Kill.
Er weitet sich bei Bloomingburg ein wenig. Nördlich von dieser Ortschaft überquert die New York State Route 17 den Fluss; sie ist die am stärksten befahrene Straße am Fluss. Einige Kilometer weiter nördlich ist die Mündung des Platte Kill der Punkt, an der das Sullivan County durch das Ulster County abgelöst wird. Von dieser Stelle an knickt der Fluss leicht nach Osten ab.
Dann erreicht das Gewässer Pine Bush am östlichen Ufer und einige Kilometer weiter gelangt der Shawangunk River vollständig in das Ulster County, am nördlichsten Punkt des Orange Countys. Der Fluss mäandriert durch das immer weiter werdende Tal, das hauptsächlich durch Farmen und Woodlots genutzt wird. Die Bergkette erhebt sich weiter am westlichen Horizont. Schließlich biegt der Fluss nach Osten und mündet südlich von U.S. Highway 44/New York State Route 55 bei Gardiner in den Wallkill River.

## Naturgeschichte
Zu Beginn der 1990er Jahre untersuchte der United States Fish and Wildlife Service die Auswirkungen der ehemaligen Luftwaffenbasis Galeville – heute das Shawangunk Grasslands National Wildlife Refuge – und stellte dabei fest, dass der Unterlauf des Flusses zwischen seiner Mündung und Pine Bush der Lebensraum einer ungewöhnlichen Vielfalt von Pflanzen und Tieren ist. Der Grund ist das Fehlen von Staudämmen am Oberlauf. Es wurden sechs Arten von Süßwassermuscheln festgestellt, einschließlich der seltenen Alasmidonta varicosa, sowie 31 Fischarten, darunter die zu den Karpfenfischen gehörenden Leuciscinae Notropis amoenus und Notropis stramineus, der Echte Barsch Percina caproedes, der Sonnenbarsch Lepomis auritis und der Katzenwels Noturus insignis.
Es wurde festgestellt, dass sich in der Gegend das einzige bekannte Vorkommen des Süßgrases Diarrhena obovata im Staat New York befindet. Andere seltene Pflanzenarten am Unterlauf sind die Malpighienartige Podostemum ceratophyllum auf überspülten Felskanten, die Gauklerblume Mimulus alatus sowie das Zyperngras Cyperus erythrorhizos am Flusslauf selbst und die Segge Carex davisii, die Odermennige Agrimonia parviflora, die Aster Aster vimeneus und der Schmetterlingsblütler Lespedeza violacea auf den Wiesen in der Überschwemmungsebene des Flusses.
Aufgrund der geringen Erschließung – meist landwirtschaftlicher Natur – im Einzugsgebiet ist der Fluss nur sehr gering mit Schadstoffen belastet.

## Geologie
Das Grundgebirge am Shawangunk Rivers besteht überwiegend aus Tonschiefer, der von schluffigen Lehmböden überdeckt werden, die in der letzten Eiszeit entstanden. Das Flussbett selbst variiert zwischen Fels, Geröll, Sand und Lehm. Geologisch ist das Tal Shawangunk-Tal Teil der Ridge-and-Valley Appalachians, die im Westen durch die Shawangunk Ridge und im Osten durch die niedere Hoagerburgh Ridge begrenzt wird.

## Zuflüsse
- Platte Kill
- Little Shawangunk Kill
- Tomy Kill
- Verkeerder Kill
- Dwaar Kill